# Tomáš Šupák
Tomáš Šupák (* 31. července 1985 Krnov) je český fotbalový útočník.

## Život
Svou kariéru začal v Branticích u Krnova, poté ve 12 letech zamířil do klubu SFC Opava, kde působil do svých 22 let, okusil zde i druhou nejvyšší soutěž. Dále zamířil na hostování do Hradce Králové, tam se ale zranil a poté byl poslán do Týniště nad Orlicí. Po roce se vrátil do Krnova, kde odehrál jen jeden rok, a zamířil do Jakartovic, kde strávil další 4 roky. Následně se přesunul na jednu sezonu do Mikulovic, a poté už zamířil do svého životního působení v Rýmařově. Zde tomuto klubu pomohl z Moravskoslezského přeboru až do MSFL (3. liga). Jeho nejslavnějším zápasem v tomto klubu je utkání 2. kola Českého poháru s Baníkem Ostrava, kde pomohl dvěma góly k vítězství 4:3, Šupák dával vítěznou branku asi ze 40 metrů. Rýmařov poté ve 3. kole podlehl Karviné 0:3. Šupák zatím za místní Jiskru odehrál ve všech soutěžích 157 zápasů a v těch vstřelil 120 branek, což z něj dělá jednu z největších legend Jiskry. Stal se zde také nejlepším střelcem v krajském přeboru Moravskoslezského kraje se 33 brankami. Za Rýmařov také vstřelil 7 branek v Českém poháru, čímž se stal jeho nejlepším střelcem v historii.
| Sezona    | Soutěž         | Klub                  | Zápasy | Branky | ČK | ŽK |
| 2006–2007 | Divize C       | SK Týniště nad Orlicí | 6      | 5      | –  | –  |
| 2007–2008 | Krajský přebor | FK Krnov              | –      | 21     | 0  | 9  |
| 2008–2009 | I. A třída     | FK Jakartovice        | –      | 5      | 0  | 3  |
| 2009–2010 | I. A třída     | FK Jakartovice        | –      | 7      | 0  | 3  |
| 2010–2011 | Krajský přebor | FK Jakartovice        | 30     | 31     | 0  | 7  |
| 2011–2012 | Krajský přebor | FK Jakartovice        | –      | 17     | 0  | 10 |
| 2012–2013 | Divize E       | FK Mikulovice         | –      | –      | –  | –  |
| 2013–2014 | Krajský přebor | SK Jiskra Rýmařov     | 30     | 33     | 0  | 12 |
| 2014–2015 | Divize E       | SK Jiskra Rýmařov     | 30     | 16     | 0  | 21 |
| 2015–2016 | Divize E       | SK Jiskra Rýmařov     | 30     | 25     | 0  | 10 |
| 2016–2017 | Divize E       | SK Jiskra Rýmařov     | 27     | 24     | 1  | 7  |
| 2017–2018 | MSFL           | SK Jiskra Rýmařov     | 23     | 12     | 2  | 10 |
| 2018–2019 | MSFL           | SK Jiskra Rýmařov     | 30     | 18     | 0  | 9  |
| 2019–2020 | Divize F       | SK Jiskra Rýmařov     | 12     | 12     | 2  | 0  |
| 2020-2021 | Divize F       | SK Jiskra Rýmařov     |        |        |    |    |
| Celkem    | 4 soutěže      | 5 klubů               | –      | –      | –  | –  |